# Daniel Mütze
Daniel Mütze (getauft am 24. Januar 1683 in Bringhausen; † 23. Mai 1741 in Sachsenberg (Lichtenfels)) war ein deutscher Orgelbauer, der vor allem in Waldeckischen und im Marburger Raum wirkte.

## Leben
(Johann) Daniel Mütze wurde als Sohn des Müllers Johann Reinhard Mütze (* 1636 in Sachsenberg) und dessen Ehefrau Anna Elisabeth geb. Jäger geboren. Möglicherweise erlernte Mütze den Orgelbau bei Johann Jacob John oder bei den Brüdern Andreas und Bernhard Reinecke, deren Orgel in Thalitter er nach dem Tod von Andreas Reinecke vollendet. Anschließend ließ er sich in Sachsenberg nieder, wo er 1712/1713 das Bürgerrecht erwarb. 1713 heiratete Mütze Anna Elisabeth Menckel (* 15. Juni 1684; † 7. April 1741) in Bromskirchen. Aus der Ehe gingen vier Kinder hervor, die alle früh verstarben. Mütze selbst starb sechs Wochen nach dem Tod seiner Frau. Sein Neffe Johann Conrad Thiele (am 25. November 1714 getauft; † 29. Oktober 1756), Sohn von Mützes neun Jahre älteren Schwester Anna Catharina, führte die Werkstatt bis zu seinem Tod weiter, konnte das Niveau seines Onkels aber nicht halten.

## Werk
Mützes Orgeln lassen westfälische Einflüsse erkennen, was vor allem an der Prospektgestaltung erkennbar ist. Ausgehend vom großen runden oder polygonalen Mittelturm schließen sich niedrigere doppelgeschossige Flachfelder oder Spitztürme an, deren Gesimse nach außen stufenförmig abfallen. Die Prospekte weisen verschiedene Übergangsformen zum mitteldeutschen Normaltyp auf. Bei den erhaltenen Werken verwendete Mütze aber keine Springladen, sondern Schleifladen. Mütze baute vorwiegend kleine einmanualige Orgeln ohne selbstständiges Pedal.
Pfarrer Johann Caspar Sauer, der als Orgelgutachter tätig war, empfahl Mütze für den Orgelneubau in der Marburger Elisabethkirche und schreibt, Mütze sei als Orgelbauer „wohl der renommierteste im Lande, während die in der Nähe wohnenden weniger Wissenschaft hätten und ihre Werke von keiner langen Dauer seien.“ Aus finanziellen Gründen wurde dieser Neubau einer dreimanualigen Orgel nicht verwirklicht. Der Unterstützung durch Sauer ist es wohl zu verdanken, dass Mütze etliche Aufträge im Raum Marburg erhielt.

## Werkliste
| Jahr      | Ort                     | Gebäude           | Bild | Manuale | Register | Bemerkungen |
| --------- | ----------------------- | ----------------- | ---- | ------- | -------- | --- |
| 1704      | Bromskirchen            | Ev. Kirche        |      | II/P    | 10       | Zuschreibung: gemeinsames Werk mit Andreas/Bernhard Reinecke?; hängende Pfeifen im mittleren Pfeifenturm; 1913 umgebaut |
| 1713      | Stausebach              | Mariä Himmelfahrt |      | I       | 9        | Anlage weist ursprünglich auf 12 Schleifen hin; mehrfach umgebaut, aber weitgehend erhalten, 2022–2024 Restaurierung und Teilrekonstruktion |
| um 1714   | Sachsenberg             | Ev. Kirche        |      | I       | 8        | nicht erhalten |
| 1714–1715 | Hallenberg              |                   |      |         |          | |
| 1716–1719 | Korbach                 | St. Kilian        |      |         |          | |
| 1720      | Mardorf (Amöneburg)     | St. Hubertus      |      | II/P    | 26       | 1858–1862 Neubau von Friedrich Helbig, der Register von der Vorgängerorgel übernahm; 1977 Neubau von Bernhardt Schmidt hinter hist. Gehäuse von Helbig und Verwendung weniger älterer Register; 2008 Erweiterungsumbau, Sanierung und Teilrestaurierung durch Gerald Woehl |
| 1724      | Anzefahr                | St. Michael       |      | I       |          | im 20. Jahrhundert um ein Brustpositiv auf zwei Manuale erweitert; Prospekt und einige Register von Mütze erhalten |
| 1725      | Jesberg                 | Ev. Kirche        |      |         |          | erhalten |
| 1727–1728 | Thalitter               | Bergkirche        |      | I/P     | 14       | Vollendung des Neubaus von Andreas Reinecke (1724); 1882 Umbau durch Eduard Vogt; Prospekt mit originalen Pfeifen erhalten |
| 1732      | Armsfeld                | Ev. Kirche        |      | I       | 9        | Älteste erhaltene Orgel im Landkreis Waldeck; bis auf ein Register vollständig erhalten, bei Renovierung 1980 stark beeinträchtigt, 2001 erneute Renovierung durch Dieter Noeske                                                                                           |
| 1733      | Dillich                 |                   |      | I       | 8        | nicht erhalten |
| 1737      | Allendorf               | St. Katharina     |      |         |          | Prospekt erhalten |
| 1738      | Sachsenhausen (Waldeck) | St Nikolaus       |      |         |          | |
| ?         | Vöhl                    | Martinskirche     |      |         |          | 1887 nach Ober-Werbe versetzt und dort erhalten, 2012 restauriert |